# Doppingellenes Világszervezet
A Doppingellenes Világszervezetet   (más néven: Nemzetközi Doppingellenes Ügynökség; angolul World Anti-doping Agency - rövidítve: WADA)  annak nyomán alapították 1999-ben, hogy napvilágra került néhány nagy horderejű dopping eset és kábítószer okozta halálesetek sportolók körében. A WADA évente frissített listát ad ki azokról a tiltott anyagokról, amelyeket tilos felhasználniuk a sportolóknak mind a versenyeken, mind azelőtt.
A kábítószerek és gyógyszerek használata sportteljesítmény növelésére elterjedt, annak ellenére, hogy a doppingvétségeket szigorú büntetések fenyegetik.

## A doppingvétség meghatározása
A WADA  szerint doppingvétségnek számítanak:
- Tiltott anyagnak, származékának vagy markerjének a jelenléte  a sportoló testéből származó mintában;
- Tiltott anyag vagy tiltott módszer használata vagy ennek kísérlete;
- A mintaszolgáltatási kötelezettség megtagadása vagy a mintaszolgáltatás elmaradása megfelelő indoklás hiányában (azt követően, hogy a sportoló az alkalmazandó doppingszabályok szerint előírt értesítést kapott vagy a mintavétel akadályozása egyéb módon);
- Az észszerű szabályokon alapuló a sportolók versenyen kívüli rendelkezésre állására, ezen belül a sportoló hollétére vonatkozó információk biztosítására, valamint teszten való részvételére vonatkozó követelmények megsértése;
- A doppingellenőrzés bármely elemének manipulálása, illetve ennek kísérlete;
- Tiltott anyagok vagy módszerek birtoklása;
- Üzérkedés bármely tiltott anyaggal vagy tiltott módszerrel;
- Tiltott anyag vagy tiltott módszer beadása a sportolónak vagy ennek kísérlete, avagy ebben való közreműködés, felbujtás, segítség, ennek leplezése vagy bármely más bűnsegédi, felbujtói közreműködés, mely doppingvétséggel vagy ennek kísérletével függ össze.[2]

## Magyarország és a WADA
Magyarország a 99/2007. (V. 8.) Korm. rendelettel hirdette ki a sportbeli dopping elleni nemzetközi egyezményt, amelyet az UNESCO Közgyűlése 2005-ben fogadott el. Az egyezmény 3. cikkelye alapján minden egyes részes állam, így Magyarország is, köteles a Nemzetközi Doppingellenes Ügynökség által a 2003. március 5-én Koppenhágában elfogadott Nemzetközi Doppingellenes Szabályzat elveivel összhangban lévő intézkedések elfogadására és a WADA-val mint a nemzetközi doppingellenes tevékenység koordinálása céljából létrehozott szervezettel történő együttműködésre.
A Nemzetközi Doppingellenes Szabályzat mind angol, mind magyar nyelven elérhető.

## A kábítószer tesztelése
A kábítószer tesztelés főként a vér és a vizeletminta elemzése alapján, szigorúan meghatározott protokollok szerint történik. A kémiai elemzéseket, amelyek elsősorban gázkromatográfiás- tömegspektrometriás vagy immunoassay technikákra támaszkodnak,  engedélyezett laboratóriumokban kell elvégezni.

## Története
A szervezetet 1999-ben alapították, Lausanne-ban. 